# کیلوتوآ
کیلوتوآ (به اسپانیایی: Quilotoa) آتشفشان مخروطی‌شکل بی‌سر و داسیتی است که غربی‌ترین کوه از مجموعه آتشفشان‌های رشته کوه‌های آند در اکوادور را تشکیل می‌دهد. این کوه که در حاشیهٔ کوردیلرای غربی در ۳۵ کیلومتری غرب-شمال غرب شهر لاتاکونگا قرار دارد، ۳۹۱۴ متر ارتفاع داشته و مشتمل بر کالدرایی به عرض ۳ کیلومتر است که دریاچه‌ای به عمق ۲۴۰ متر درون آن تشکیل شده و دیواره‌های شیبدار آن از سطح دریاچه ۴۰۰ متر ارتفاع دارند.
آتشفشان کوچک کیلوتوآ در طول ۲۰۰ هزار سال گذشته ۸ فوران انفجاری مهم داشته است. آخرین فوران عمدهٔ آن در حدود ۸۰۰ سال رادیوکربنی پیش روی داد و منجر به تولید جریان‌های عظیم آذرآواری، جریان‌های واریزه یا لاهار که به اقیانوس آرام ریختند و یکی از بزرگترین باران‌های خاکستر در آند شمالی شد. همچنین فروریختن گنبد گدازه‌ای کوچک در همین زمان به شکل‌گیری کالدرای کیلوتوآ انجامید.
گمان می‌رود آخرین فوران این کوه در سال ۱۲۸۰ روی داده باشد و گزارش‌هایی مبنی بر وقوع فوران در دریاچهٔ کالدرا پس از آن تاریخ نسبتاً مبهم است. دودخان‌هایی (Fumarole) در کف دریاچهٔ کیلوتوآ وجود دارد و دامنه‌های شرقی کوه نیز حاوی چشمه‌های آب گرم است. رنگ دریاچهٔ کیلوتوآ فیروزه‌ای است که نتیجهٔ حل‌شدن مواد معدنی در آن است. همچنین از آنجا که این دریاچه هیچ خروجی‌ای ندارد آب آن راکد و قلیایی بوده و قابل نوشیدن یا شناکردن نیست، بااین‌حال امکان اجاره‌کردن قایق موتوری یا کایاک برای گردشگرانی که به آنجا می‌آیند وجود دارد.